# Суха Балка (рудник)
Приватне акціонерне товариство «СУХА БАЛКА» — підприємство гірничодобувної галузі, що спеціалізується на видобутку залізної руди підземним способом. Розташоване у м. Кривий Ріг, Дніпропетровська область, Україна. На підприємстві працює близько 3 тисяч робітників.

## Загальна характеристика
Сировинна база підприємства представлена покладами багатих залізних руд в основному мартитового, рідше — гематитового складу, запаси яких розвідані до глибини 2060 м в полі шахти «Ювілейна» і до глибини 1500 м в полі шахти ім. Фрунзе.
Запаси розвіданих корисних ресурсів на двох шахтах, за оцінними даними, становлять 75 млн тонн і можуть забезпечити роботу комбінату на найближчі 25 років. Вміст заліза в товарній руді варіюється в межах 56—60 %. Крім багатих залізних руд, у полях шахт є значні запаси магнетитових кварцитів — понад 580 млн тонн, забезпеченість якими досягає декількох сотень років.

## Історія
Рудник розпочав свою історію наприкінці XIX століття. У 1885 році англійський підприємець К. Д. Перрі, а в 1896 році і торговий дім «Емерік і К °» почали розробку родовищ залізних руд відкритим способом на території нинішнього підприємства.
У радянські часи входило  до складу промислового об'єднання «Кривбасруда». У до- та повоєнні роки носило ім'я Сталіна, В 1957 році рудоуправлінню присвоєне ім'я XX-партз'їзду. У повоєнні роки входила до складу треста Ленінруда, у 1973 році разом із трестом увійшло до складу промислового об'єднання «Кривбасруда».
Після здобуття Україною незалежності у 1991 році підприємство неодноразово змінювало форму власності та власників.  Орендне підприємство було приватизоване та перетворене на акціонерне товариство, контрольний пакет акцій якого придбали структури афільовані з ПриватБанком Коломойського та Боголюбова. Наприкінці 2007 року ЄВРАЗ російського бізнесмена Бориса Абрамовича придбав 99,25 % акцій ВАТ «Суха Балка». На 30 квітня 2011 року частка ЄВРАЗа становила 99,42 %.

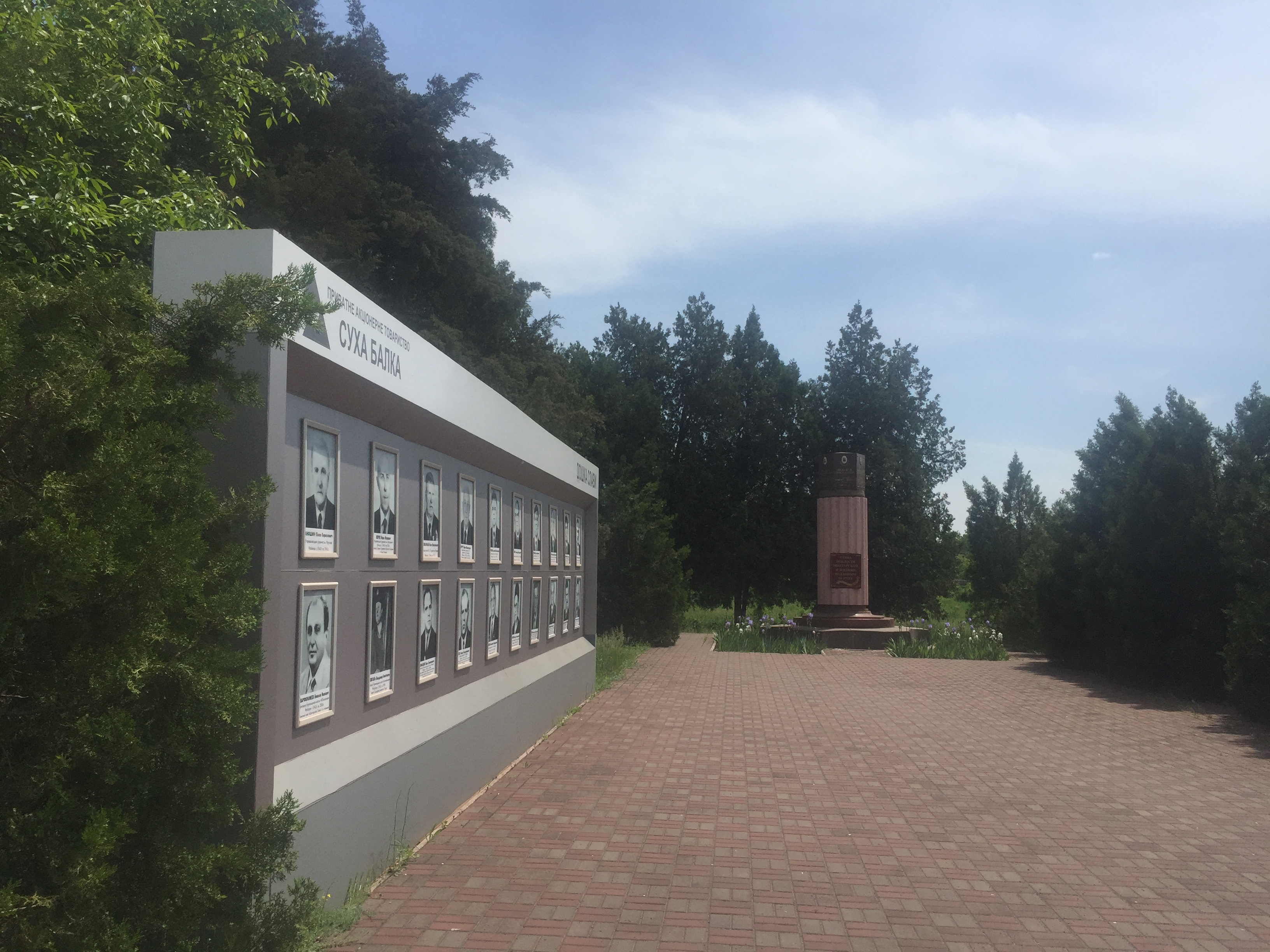
Пам'ятник загиблим шахтарям

У березні 2017 року контрольний пакет акцій підприємства придбала компанія «BERKLEMOND INVESTMENTS LTD», що входить до групи DCH українського бізнесмена Олександра Ярославського.
10 червня 2025 року група акціонерів гірничовидобувної компанії на чолі з бізнесменом Олександром Ярославським консолідувала свої акції у домінувальний контрольний пакет у розмірі 99,7% акцій.

## Структура
- шахта «Ювілейна» — виробнича потужність складає 2250 тис. тонн аглоруди на рік;
- шахта імені Фрунзе — виробнича потужність складає 1050 тис. тонн аглоруди на рік.

Обидві шахти у своєму складі мають підземні бункерно-дробильні комплекси та наземні дробильно-сортувальні фабрики.
Роботу підприємства також забезпечують: Шахтобудівне управління (гірничо-капітальні роботи та будівництво об'єктів на поверхні);

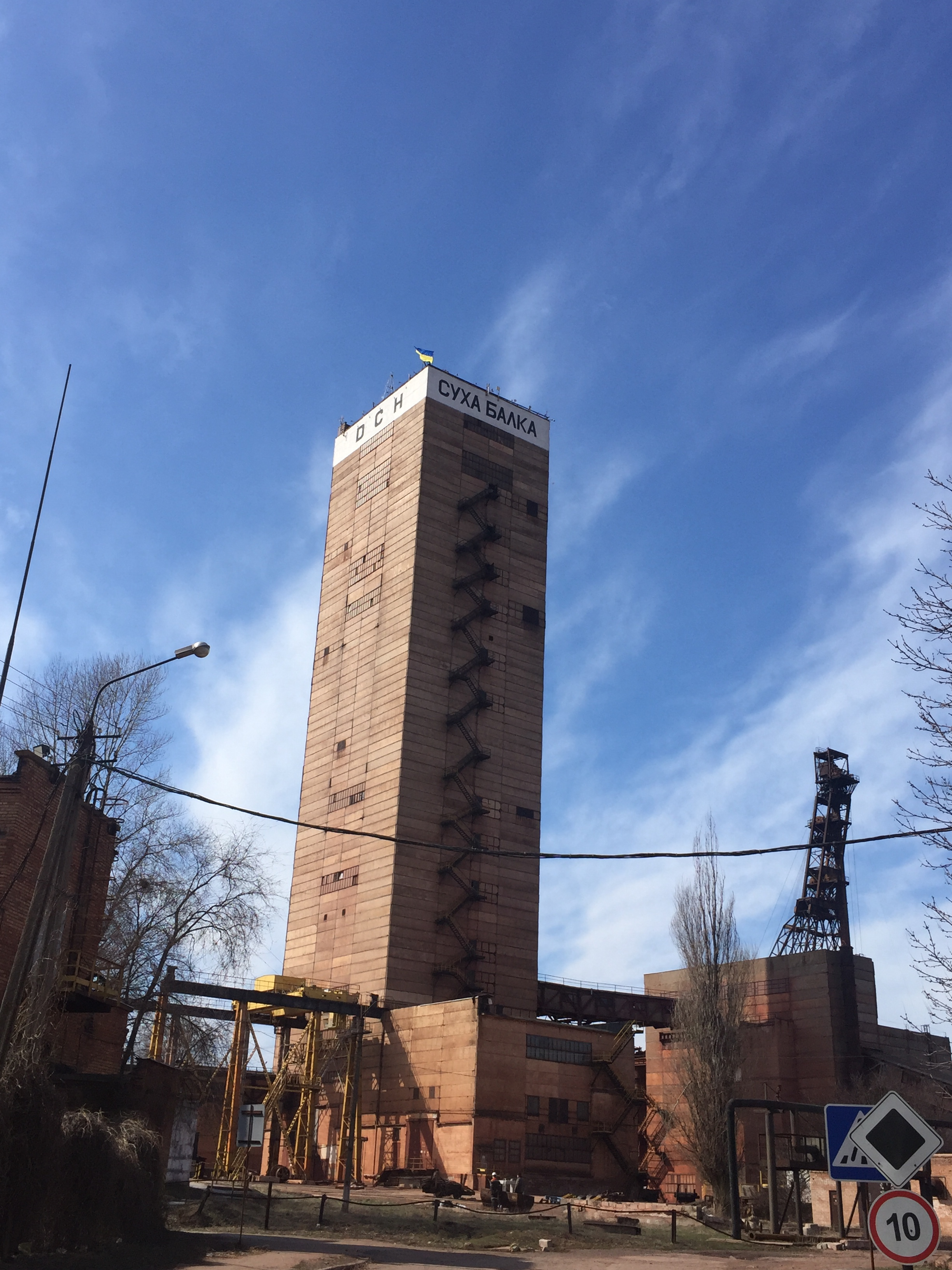
Шахта «Ювілейна»

Сервісне управління (потреби шахт в номенклатурі, необхідній для виробництва, автомобільний та залізничний транспорт).

## Продукція
Продукцією підприємства є багата залізна руда
- 1986 — видобуто 3,4 млн тонн сирої руди (вміст заліза — 52,9 %)[1].
- 2013 — видобуто понад 3,4 млн тонн сирої руди, реалізовано майже 3 млн тонн аглоруди[2].
- 2016 — компанією реалізовано більше 2,5 млн тонн аглоруди.
- 2018 — відвантажено споживачам близько 3,2 млн тонн аглоруди із вмістом заліза 58-62 %.

## Споживачі продукції
Основними споживачами продукції підприємства є Південний ГЗК, Дніпровський МК, Маріупольський металургійний комбінат, Дніпровський металургійний завод. Також продукцію купують «АрселорМіттал Кривий Ріг», металургійні комбінати Австрії, Сербії, Угорщини, Польщі, Румунії, Словаччини та Чехії.

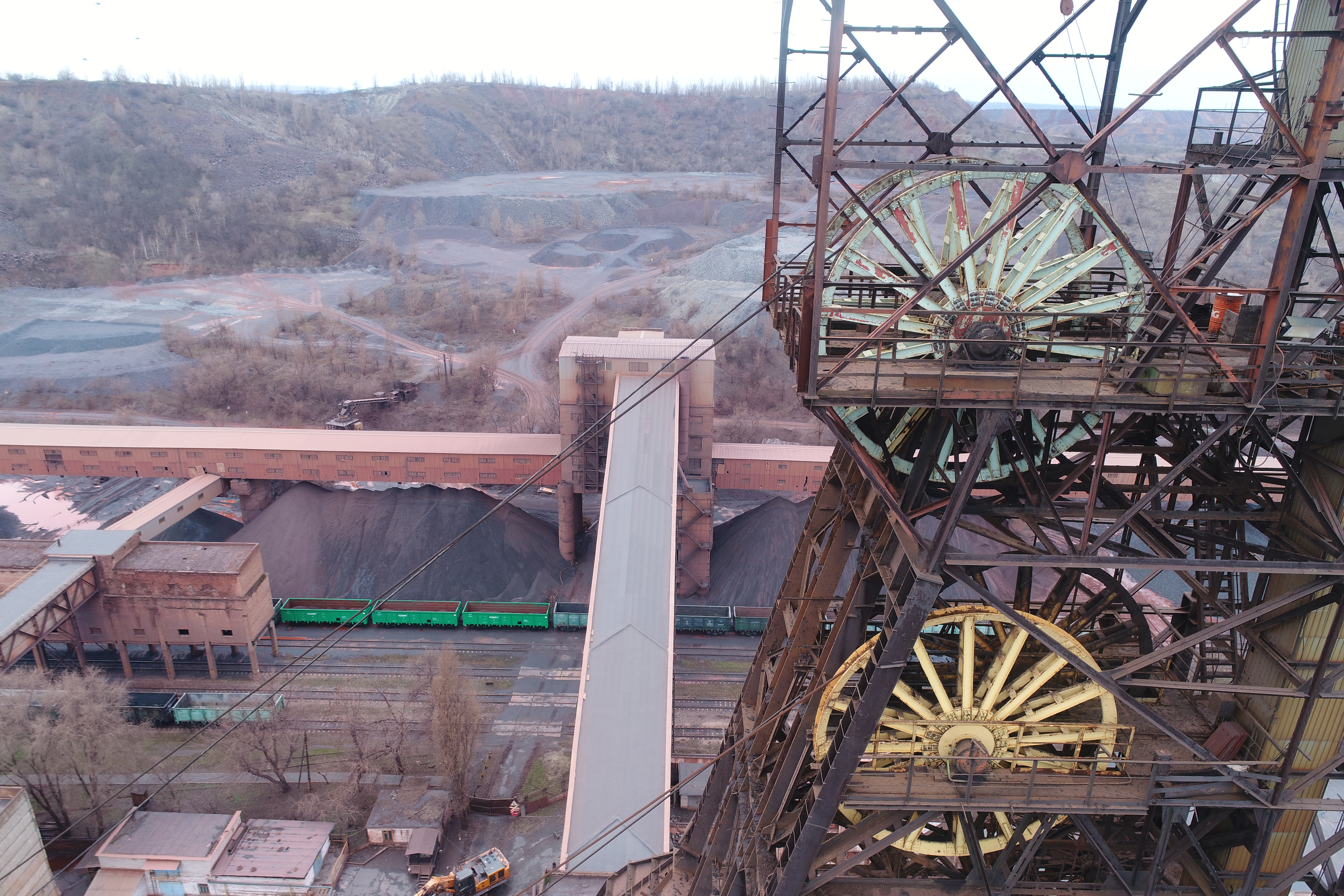
Шахта ім. Фрунзе